# Lingua proto-bulgara
La lingua proto-bulgara (Bolgar o antico bulgaro) era la lingua parlata dai proto-bulgari, ora estinta. Pochissime sono le fonti su questa lingua e molte sono le difficoltà. Da molti linguisti è considerata un ramo della lingua turca ogura (oghură; in turco Oguri) e si ritiene sia stata parlata nei paesi fondati dai Proto-bulgari: Grande Bulgaria (in latino Magna Bulgaria) (VII secolo), la Bulgaria danubiana (secoli VII-IX) e Bulgaria del Volga (fino al XV secolo). Essa è strettamente legata col ciuvascio (attualmente lingua turca-ogura).